# Oleksiivka, Bobrîneț
Oleksiivka (în ucraineană Олексіївка) este o comună în raionul Bobrîneț, regiunea Kirovohrad, Ucraina, formată numai din satul de reședință.

## Demografie
Componența lingvistică a comunei Oleksiivka
     Ucraineană (94,95%)
     Rusă (2,6%)
     Română (1,83%)
Conform recensământului din 2001, majoritatea populației comunei Oleksiivka era vorbitoare de ucraineană (94,95%), existând în minoritate și vorbitori de rusă (2,6%) și română (1,83%).